# 武篆镇
武篆镇，是中华人民共和国广西壮族自治区河池市东兰县下辖的一个乡镇级行政单位。

## 行政区划
武篆镇下辖以下地区：
中和村、上圩村、林乐村、拉乐村、巴学村、那烈村、东里村、鸾坡村、红里村、纳论村、江平村、色故村、坤王村、弄竹村和锐开村。